# Richie Cunningham
Richard James „Richie” Cunningham este personajul principal al primelor șapte sezoane ale serialului TV Happy Days. Richie este interpretat de Ron Howard. Prietenii lui Richie sunt Potsie Weber (Anson Williams), Ralph Malph (Don Most) și Shirley Feeney (Cindy Williams).